# Paranilicus
Paranilicus is een geslacht van kevers uit de familie  
kniptorren (Elateridae).
Het geslacht is voor het eerst wetenschappelijk beschreven in 1878 door Candèze.

## Soorten
Het geslacht omvat de volgende soorten:
- Paranilicus brevicornis (W.J. Macleay, 1872)
- Paranilicus macleayi Candèze, 1878